# 泰波·努米宁
泰波·努米宁（芬蘭語：Teppo Numminen，1968年7月3日—），芬兰男子冰球运动员。他曾代表芬兰参加1988年、1998年、2002年和2006年冬季奥林匹克运动会冰球比赛，共获得二枚银牌和一枚铜牌。